# Poliodes roseicornis
Poliodes roseicornis är en fjärilsart som beskrevs av Rothschild och Jordan 1903. Poliodes roseicornis ingår i släktet Poliodes och familjen svärmare. Inga underarter finns listade i Catalogue of Life.